# Idioctis talofa
Idioctis talofa – gatunek pająków z infrarzędu ptaszników i rodziny Barychelidae. Występuje endemicznie na Samoa.

## Taksonomia
Gatunek ten opisany został po raz pierwszy w 1992 roku przez Tracey Churchill i Roberta Ravena. Miejsce typowe znajduje się na wyspie Upolu. Epitet gatunkowy oznacza w języku samoańskim „witaj”.

## Morfologia
Długość ciała u holotypowej samicy wynosi 15 mm. Karapaks jest w ogólnym zarysie jajowaty, ubarwiony pomarańczowobrązowo z ciemniejszą częścią głowową, porośnięty brązowymi szczecinkami i jednorodnym, srebrzystobrązowym owłosieniem. Jamki karapaksu są wyraźnie odchylone. Bruzda szczękoczułka ma 8 zębów na krawędzi przedniej oraz 6 małych ząbków w części środkowo-nasadowej. Rasetllum składa się z 11 grubych, stykających się podstawami kolców umieszczonych w pojedynczym szeregu nad nasadą pazura jadowego. Warga dolna oddzielona jest od sternum wąską bruzdą. Odnóża są pomarańczowobrązowe, porośnięte umiarkowanie długim, brązowym owłosieniem. Wszystkie pary mają pazurki z czterema wyraźnymi zębami. Trzecia para odnóży ma na rzepkach od 18 do 20 cierni na stronie przednio-bocznej, zaś czwarta para ma na rzepkach po około 9 cierni, a na udach po 2–3 krótkie kolce. Opistosoma (odwłok) jest jasna, z wierzchu fioletowawo podbarwiona. Genitalia samicy mają dwie spermateki, każda złożona z dwóch podobnych rozmiarów płatów, z których jeden jest spiczasty.

## Ekologia i występowanie
Pająk ten zasiedla strefę pływów. Buduje tam proste norki o pojedynczym wejściu zamykanym wieczkiem. Jako podłoże wybiera skały magmowe na plażach.
Gatunek endemiczny dla południowego Samoa, znany tylko z wyspy Upolu i położonej obok wysepki Nu'ulopa.